# تور بی‌باک
تور بی‌باک (انگلیسی: Fearless Tour) اولین تور کنسرت توسط تیلور سوئیفت، خواننده و ترانه‌سرا آمریکایی است. تور در حمایت از دومین آلبوم استودیوی‌اش بی‌باک (۲۰۰۸) است.